# Ephesia amaura
Ephesia amaura là một loài bướm đêm trong họ Noctuidae.